# Casa Salvador Ripoll
La Casa Salvador Ripoll és un edifici de Centelles (Osona) inclòs a l'Inventari del Patrimoni Arquitectònic de Catalunya.

## Descripció
Es tracta d'una casa unifamiliar i zona enjardinada.
Destaca la façana principal, d'estil purament modernista amb elements remarcables: un gran portal i sis finestres a la planta baixa i una balconada amb ferro forjat i quatre finestrons a la part superior. Aquestes finestres i els finestrals de la planta baixa són acabats en la part superior de forma esglaonada.
A la façana lateral esquerra i seguint les pautes de la principal hi ha una tribuna. La barbacana està formada per rajoles i permòdols de fusta.

## Història
L'edificació d'aquesta casa és paral·lela a la de Gaudí-Safores, realitzada pel mateix arquitecte. La casa Ripoll es pot emmarcar en l'estil modernista que, tot i la seva simplicitat, és un dels exponents més importants de Centelles.